# Cerkiew Opieki Matki Bożej w Konstantynowie
Cerkiew Opieki Matki Bożej – prawosławna cerkiew w Konstantynowie wzniesiona w 1833 i przebudowana w okresie międzywojennym na szkołę.
Pierwsza cerkiew prawosławna funkcjonowała w Konstantynowie (ówcześnie Kozieradach) od XV stulecia. Nową świątynię tego wyznania wzniesiono w miejscowości w 1576 z fundacji Pawła Bogusza Bogowitinowicza. Najpóźniej w 1726 parafia kozieradzka przyjęła unię. W 1833 dotychczasowy obiekt zastąpiła murowana cerkiew Narodzenia Najświętszej Maryi Panny, wyposażoną w organy. W 1875 unicka parafia w Konstantynowie została, podczas likwidacji unickiej diecezji chełmskiej, zlikwidowana, zaś jej wierni włączeni do Rosyjskiego Kościoła Prawosławnego. W latach 1902–1903 cerkiew została przebudowana według projektu M. Kozłowa.
W 1919, mimo obecności ludności prawosławnej w Konstantynowie, budynek cerkwi przejął Kościół katolicki. Następnie nowi właściciele przekazali obiekt gminie z przeznaczeniem na siedmioklasową szkołę. Obecnie prawosławni mieszkańcy wsi należą do parafii 
św. Michała Archanioła w Nosowie.